# Hague-Dick

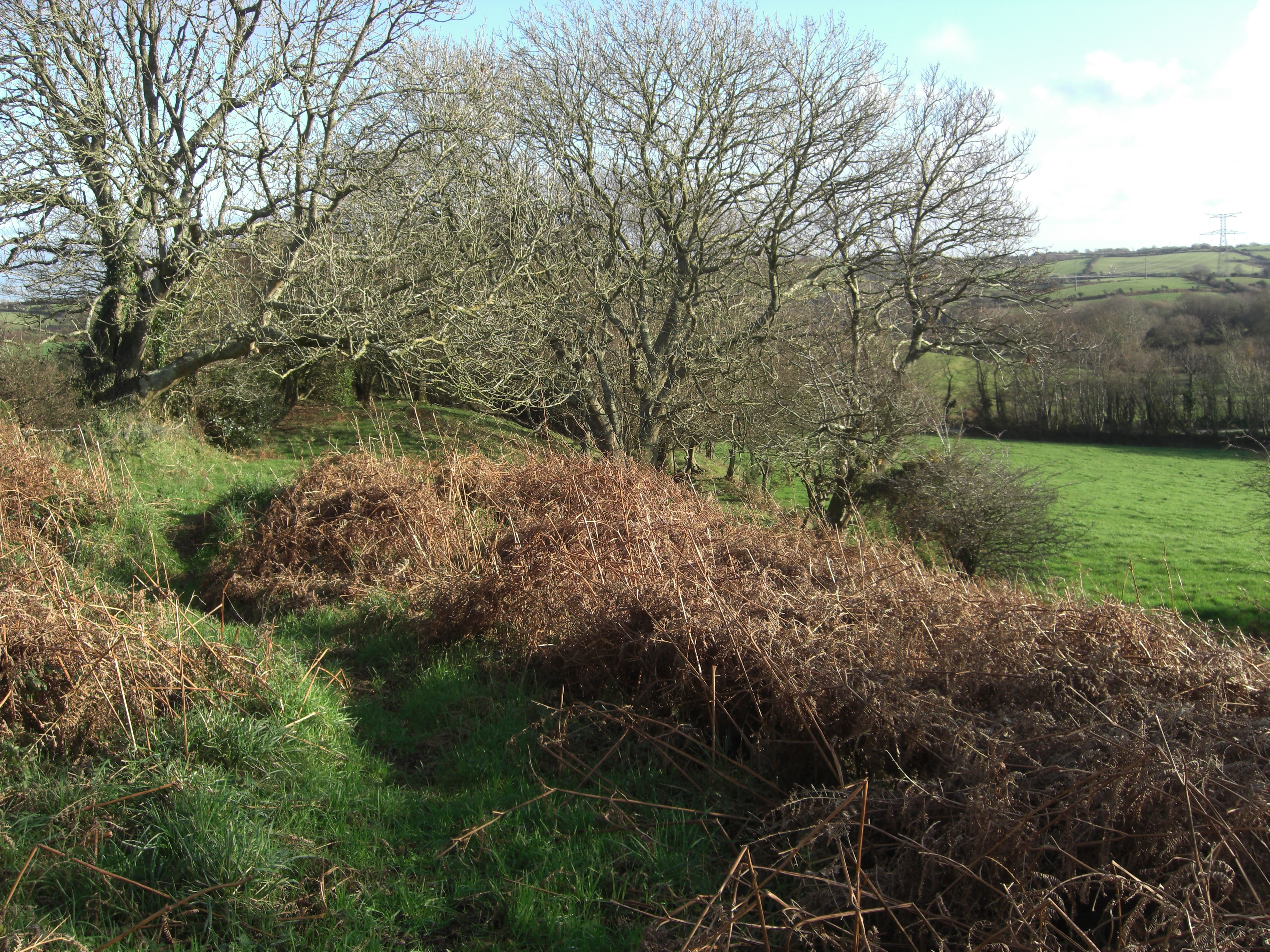
Der Wall

Der Hague-Dick (oder auch Hague-Dike) ist ein Verteidigungswall aus Erde, dessen Entstehung bis in die Bronzezeit zurückreicht. Er liegt im französischen Département Manche in der Normandie, befestigte das Gebiet von La Hague an seiner engsten Stelle zwischen der Bucht von Vauville und der Bucht von Quervière und hatte den Zweck den Zugang zum Kap de la Hague zu erschweren und dahinter eine Verteidigungsbastion zu formieren.
Der Wall verläuft aber nicht entlang der gesamten Verteidigungslinie, sondern geht an seiner West- und Ostseite in zwei kleine Täler über, die ebenfalls ein starkes Verteidigungspotential hatten. Es sind dies bei Herqueville das Tal des Baches Herquemoulin und bei Éculleville das Tal der Sabine. Der Wall selbst ist auf das Plateau begrenzt und hat eine Länge von etwa 2700 Metern. Er ist heute unterschiedlich hoch und mit Bäumen und Hecken bewachsen und somit der Bocage-Landschaft angepasst. Das durch diese Befestigung entstandene Lagergebiet umfasst heute acht Gemeinden und zwei natürliche Häfen.

## Toponymie
Hague leitet sich aus dem Skandinavischen hagi (vgl. dt. Gehege) ab.
Dick leitet sich aus einem germanischen Wort ab.

## Archäologie
Die Geschichte der Entstehung des Hague-Dick ist ziemlich komplex. Sie konnte aber anhand von Ausgrabungen nachvollzogen werden:
Zwischen 1951 und 1953, untersuchen  H. Arbman, M. de Bouärd und T. de Ramskou sechs Schichtstrukturen. Die Holzkohle aus den Fundstätten ermöglicht eine Datierung zwischen 900 und 800 v. Chr. Dank neuer Proben in den Jahren 1983–1984 und 2004, konnte die Datierung bestätigt werden. Außerdem zeigten Scherben- und Silexfunde, dass der Hague-Dick tatsächlich in die Bronzezeit zurückreicht.
Der in der Bronzezeit errichtete Wall wurde vermutlich im 9. Jahrhundert durch die Wikinger vergrößert und verstärkt. Es wurden an den Fundorten auch Wohnstätten aus dem 13. und 14. Jahrhundert entlang des Hague-Dick entdeckt.
Am 10. Mai 1988 wurde der Hague-Dick in die Liste der historischen Denkmäler (Monument historique) aufgenommen.